# Ferenta castula
Ferenta castula là một loài bướm đêm trong họ Noctuidae.